# Marian Kurowski
Marian Kurowski (ur. 15 lutego 1949) – polski trener piłkarski.

## Życiorys
Trenował takie kluby jak Sparta Szamotuły, Chicago Lightning, Amica Wronki, Lech Poznań, Obra Kościan, Odra Opole, Mieszko Gniezno, MKS Mława. Czarni Żagań, Lubuszanin Trzcianka. i Polonia Środa Wielkopolska.